# Rio Cladova (Mureş)
O Rio Cladova é um rio da Romênia, afluente do Mureş, localizado no distrito de Arad.